# ساغاريكا غاتج
ساغاريكا غاتج هي ممثلة هندية، ولدت في 8 يناير 1986 في الهند.

## أعمال

### أفلام
- (2007) النصر للهند[6]

## وصلات خارجية
- ساغاريكا غاتج على موقع IMDb (الإنجليزية)
- ساغاريكا غاتج على موقع قاعدة بيانات الفيلم (الإنجليزية)